# Helene Salomon-Watson
Hélène Salomon-Watson (* 5. Februar 1971 als Hélène Salomon) ist eine ehemalige französische Triathletin und Ironman-Siegerin (2003).

## Werdegang
Hélène Salomon war in ihrer Jugend als Leichtathletin aktiv und kam als 22-Jährige zum Duathlon. 1995 wurde sie nationale Vizemeisterin auf der Triathlon-Kurzdistanz und 1996 Nationale Meisterin Winter-Triathlon.
2003 heiratete Hélène Salomon den neuseeländischen Triathletin Craig Watson.
Im Juni 2003 gewann sie in Gérardmer den Ironman France und im Anschluss an dieses Rennen erklärte die damals 32-Jährige ihre Profi-Karriere nach zehn Jahren für beendet.
Hélène Salomon-Watson lebt mit ihrem Mann und den beiden Töchtern im französischen Pau und zusammen mit ihm vermarktet sie heute das Sportmode-Label „Kiwami“.

## Sportliche Erfolge
| Datum/Jahr    | Rang | Wettbewerb                              | Austragungsort | Zeit     | Bemerkung                                                                                          |
| ------------- | ---- | --------------------------------------- | -------------- | -------- | -------------------------------------------------------------------------------------------------- |
| 2002          | 1    | FRA Triathlon National Championships MD | Cublize        |          | Französische Staatsmeisterin Triathlon-Mitteldistanz                                               |
| 1999          | 2    | FRA Triathlon National Championships MD | Gérardmer      |          | Französische Vizestaatsmeisterin Triathlon-Mitteldistanz                                           |
| 30. Aug. 1998 | 34   | ITU Triathlon World Championships       | Lausanne       | 02:15:58 | Weltmeisterschaft auf der olympischen Distanz (1,5 km Schwimmen, 40 km Radfahren und 10 km Laufen) |
| 1995          | 2    | FRA Triathlon National Championships CD | Mauzac         |          | Französische Vizestaatsmeisterin Triathlon Kurzdistanz                                             |

| Datum/Jahr    | Rang | Wettbewerb                                      | Austragungsort | Zeit     | Bemerkung                                                                  |
| ------------- | ---- | ----------------------------------------------- | -------------- | -------- | -------------------------------------------------------------------------- |
| 21. Juni 2003 | 1    | Ironman France                                  | Gérardmer      | 10:08:27 |                                                                            |
| 11. Mai 2003  | 6    | ITU Long Distance Triathlon World Championships | Ibiza          | 06:37:46 | Triathlon-Weltmeisterschaft über die Langdistanz                           |
| 7. Apr. 2002  | 6    | Ironman Australia                               | Forster        | 09:51:40 | [ 5 ]                                                                      |
| 5. Aug. 2001  | 10   | ITU Long Distance Triathlon World Championships | Fredericia     | 10:10:21 | [ 6 ]                                                                      |
| 2001          | 2    | FRA Triathlon National Championships MD         | Nizza          |          | Französische Vizestaatsmeisterin Triathlon-Langdistanz                     |
| 18. Juni 2000 | 5    | ITU Long Distance Triathlon World Championships | Nizza          | 07:15:23 | Weltmeisterschaft auf der Langdistanz beim Triathlon International de Nice |
| 1. Okt. 1995  | 9    | ITU Long Distance Triathlon World Championships | Nizza          | 06:52:41 |                                                                            |

| Datum/Jahr | Rang | Wettbewerb                                  | Austragungsort | Zeit | Bemerkung                            |
| ---------- | ---- | ------------------------------------------- | -------------- | ---- | ------------------------------------ |
| 1996       | 1    | FRA Winter Triathlon National Championships | Frankreich     |      | Nationale Meisterin Winter-Triathlon |